# Wilhelmsdorf (Turíngia)
Wilhelmsdorf é um município da Alemanha localizado no distrito de Saale-Orla, estado de Turíngia.
Pertence ao Verwaltungsgemeinschaft de Ranis-Ziegenrück.

## Demografia
Evolução da população (31 de dezembro):
| - 1994 – 285 - 1995 – 287 - 1996 – 291 - 1997 – 287 | - 1998 – 282 - 1999 – 279 - 2000 – 277 - 2001 – 273 | - 2002 – 265 - 2003 – 248 - 2004 – 244 - 2005 – 243 |

Fonte: Thüringer Landesamt für Statistik